# Justin Timmermans
Pour les articles homonymes, voir Timmermans.
Justin Timmermans, né le 25 septembre 1996 à Hardenberg, est un coureur cycliste néerlandais, membre de l'équipe VolkerWessels-Merckx.

## Biographie
En 2019, il passe professionnel chez Roompot-Charles, née de la fusion des équipes Roompot-Nederlandse Loterij et Verandas Willems-Crelan.

## Classements mondiaux
| Année           | 2017 | 2018   |
| --------------- | ---- | ------ |
| UCI Europe Tour | 883e | 1 519e |